# Estación de Santa Coloma de Cervelló
Santa Coloma de Cervelló es un apeadero ferroviario situado en el municipio español homónimo, en la provincia de Barcelona, comunidad autónoma de Cataluña, en la comarca de El Baix Llobregat. Forma parte de la línea Llobregat-Noya de Ferrocarriles de la Generalidad de Cataluña (FGC) por donde circulan trenes de las líneas suburbanas S3, S4, S8 y S9, así como también las de cercanías R6 y R60.

## Situación ferroviaria
Se encuentra ubicada en el punto kilométrico 12,01 de la línea férrea de ancho métrico que une la antigua estación de Magoria con Martorell y Manresa a 25 metros de altitud, entre las estaciones de Colonia Güell y San Vicente dels Horts. El tramo es de vía doble y está electrificado. El kilometraje parte de la primigenia estación de Magoria, histórico origen de la línea.

## Historia
La línea del carrilet, entre Barcelona y Martorell por el margen derecho del río Llobregat se puso en funcionamiento en el año 1912. En los trabajos de duplicación de vía entre San Baudilio y San Vicente dels Horts, se construyó una nueva variante de trazado entre San Baudilio y Santa Coloma de Cervelló unido a la realización de 3 nuevas estaciones. El 13 de febrero del 2000 se puso en funcionamiento la nueva variante y las 3 estaciones, ésta de Santa Coloma de Cervelló más las estaciones de Molí Nou y Colonia Güell.

## La estación
Está situada en la comarca de El Baix Llobregat.

## Servicios ferroviarios
Esta estación se ubica dentro de la tarifa plana del área metropolitana de Barcelona, cualquier trayecto entre dos de los municipios del área metropolitana de Barcelona se valida como zona 1.